# Храми Сімферополя
Хра́ми Сімферополя — перелік храмів та релігійних установ міста Сімферополь. Найбільшою групою з них є християнські конфесії. Православ'я представлене Православною церквою України та Українською православною церквою Московського паріархату. Католицизм представлено Римо-католицькою церквою. Найбільш розповсюдженими напрямками протестантизму є баптизм, Церква адвентистів сьомого дня.
Другою за кількістю храмів після християнства - це Іслам. 
Також у місті є громада євреїв та караїмів.

## Християнство

### Православ'я

#### Українська православна церква (Московський патріархат)
| Назва                                              | Зображення | Адреса                         | Координати | Дата спорудження | Архітектор | Стиль | Примітки |
| -------------------------------------------------- | ---------- | ------------------------------ | ---------- | ---------------- | ---------- | ----- | -------- |
| Олександро-Невський собор                          |            | вул. Олександра Невського, 4-А |            | 2003-2022        |            |       |          |
| Кафедральний собор святих Петра і Павла            |            |                                |            |                  |            |       |          |
| Свято-Троїцький жіночий монастир                   |            | вул. Одеська, 12               |            | 1868             |            |       |          |
| Церква Святих Рівноапостольних Костянтина та Олени |            | вул. Жовтнева, 8               |            |                  |            |       |          |
| Храм Трьох Святителів                              |            | вул. Гоголя, 16                |            | 1900-1902        |            |       |          |
| Храм святої великомучениці Катерини                |            | вул. 60-річчя Жовтня, 16/98    |            | будується        |            |       |          |

#### Православна церква України
| Назва                                                                | Зображення | Адреса                     | Координати | Дата спорудження | Архітектор | Стиль | Примітки |
| -------------------------------------------------------------------- | ---------- | -------------------------- | ---------- | ---------------- | ---------- | ----- | -------- |
| Кафедральний собор святих Рівноапостольних князів Володимира і Ольги |            | вул. Севастопольська, 17-А |            |                  |            |       |          |

#### Вірменська апостольська церква
| Назва            | Зображення | Адреса | Координати | Дата спорудження | Архітектор | Стиль | Примітки |
| ---------------- | ---------- | ------ | ---------- | ---------------- | ---------- | ----- | -------- |
| Церква Сурб Акоп |            |        |            |                  |            |       |          |

### Католицька церква

#### Римсько-католицька церква в Україні
| Назва                                | Зображення | Адреса          | Координати | Дата спорудження | Архітектор | Стиль | Примітки |
| ------------------------------------ | ---------- | --------------- | ---------- | ---------------- | ---------- | ----- | -------- |
| Каплиця Успіння Пресвятої Діви Марії |            | вул. Донська, 5 |            | 1997             |            |       |          |

### Протестантизм

#### Баптизм
| Назва                                         | Зображення | Адреса               | Координати | Дата спорудження | Архітектор | Стиль | Примітки |
| --------------------------------------------- | ---------- | -------------------- | ---------- | ---------------- | ---------- | ----- | -------- |
| Перша церква євангельських християн-баптистів |            | вул. Російська, 38-Б |            |                  |            |       |          |

#### Церква адвентистів сьомого дня
| Назва                          | Зображення | Адреса              | Координати | Дата спорудження | Архітектор | Стиль | Примітки |
| ------------------------------ | ---------- | ------------------- | ---------- | ---------------- | ---------- | ----- | -------- |
| Церква адвентистів сьомого дня |            | вул. Воровського, 5 |            |                  |            |       |          |
|                                |            |                     |            |                  |            |       |          |

## Іслам
| Назва                 | Зображення | Адреса                | Координати | Дата спорудження       | Архітектор | Стиль                         | Примітки |
| --------------------- | ---------- | --------------------- | ---------- | ---------------------- | ---------- | ----------------------------- | -------- |
| Кебір-Джамі           |            | вул. Курчатова, 4     |            | 1508                   |            | Кримськотатарська архітектура |          |
| Чокурча-Джамісі       |            | вул. Лугова, 44       |            | 1750, відбудовано 1998 |            | Кримськотатарська архітектура |          |
| Хаджі Сеїт-Нафе       |            | пров. Колодязний, 3   |            | 1880                   |            |                               |          |
| Ак-Мечит Джамі        |            | вул. Озенбаш, 26      |            | 2000                   |            |                               |          |
| Буюк Джума-Джамі      |            | Ялтинське шосе, 22    |            | 2023                   |            | Османська архітектура         |          |
| Сеїт-Сеттар Джамі     |            | вул. Клари Цеткін, 34 |            | 2014-2016              |            | Османська архітектура         |          |
| Бор-Чокрак Джамісі    |            | пров. Дуа, 1/1        |            | 2000                   |            | Кримськотатарська архітектура |          |
| Мечеть масиву Мар'їне |            | вулиця Чобан-Тепе     |            |                        |            |                               |          |
| Мечеть «Сувукъ-дере»  |            |                       |            |                        |            | Кримськотатарська архітектура |          |
| Мерхамет Джамісі      |            |                       |            | 2024                   |            | Кримськотатарська архітектура |          |
| Джемаат Джамі         |            | вул. Байрам, 16       |            | будується              |            |                               |          |
| Айше Султан Джамісі   |            |                       |            | будується              |            |                               |          |

## Юдаїзм
| Назва       | Зображення | Адреса | Координати | Дата спорудження | Архітектор | Стиль | Примітки |
| ----------- | ---------- | ------ | ---------- | ---------------- | ---------- | ----- | -------- |
| «Нер-Томід» |            |        |            |                  |            |       |          |

## Караїмізм
| Назва  | Зображення | Адреса             | Координати | Дата спорудження | Архітектор | Стиль                                                             | Примітки |
| ------ | ---------- | ------------------ | ---------- | ---------------- | ---------- | ----------------------------------------------------------------- | -------- |
| Кенаса |            | вул. Караїмська, 6 |            | 1891-1896        |            | еклектика (суміш мавританського, візантійського стилів та готики) |          |